# Different Shapes
Different Shapes è il quinto album del gruppo musicale italiano di genere progressive metal DGM, pubblicato nel 2007.
È stato registrato utilizzando più studi: la batteria presso The Outer Sound Studio (Vitinia, Roma), chitarra a basso presso Fear Studio (Alfonsine, Ravenna), voce e tastiere presso Random Music House (Ostia Lido, Roma). 
Il missaggio è stato realizzato di nuovo presso The Outer Sound Studio, mentre il mastering è stato completato presso Fear Studio.

## Tracce

### Edizione standard
Testi e musiche di DGM.
1. New Life – 5:04
2. The Alliance – 5:42
3. Some Day, One Day – 4:58
4. Unkept Promises – 5:10
5. The Fallen Angel – 6:32
6. Peace of Mind – 4:41
7. Frontiers – 4:31
8. Signs of Time – 5:19
9. Close to You – 4:36
10. A Man I'll Never Be – 5:57

### Tracce bonus edizione giapponese
1. You Wa Shock (Ai Wa Torimodose) (video) – 2:51

## Formazione

### Gruppo
- Titta Tani – voce
- Simone Mularoni – chitarra
- Andrea Arcangeli – basso
- Emanuele Casali – tastiere
- Fabio Costantino – batteria

### Ospiti
- Andrea Casali – cori

### Produzione
- Giuseppe Orlando – missaggio
- Carlos Del Olmo Holmberg – artwork
- Ricky Androni – design